# Palatul Troja
Palatul Troja (în cehă zámek Troja sau Trojský zámek) este o clădire barocă din districtul nord-vestic Troja al orașului Praga, aflată în imediata apropiere a Grădinii Zoologice (la est). Situat pe malul drept al râului Vltava, fostul domeniu nobiliar conține, de asemenea, mai multe acareturi, inclusiv grajduri, și, de asemenea, o vinotecă, inspirată de via Sf. Clara din apropiere (în direcția nord). Clădirea palatului este înconjurată de o grădină mare cu multe plante ornamentale, pomi fructiferi și un mic labirint, decorat cu fântâni arteziene, vaze din teracotă, decorațiuni de stuc și o orangerie cu busturi de împărați. Palatul (aflat în prezent în proprietatea orașului Praga) și grădinile sale sunt deschise pentru public, aici fiind expusă o colecție de picturi cehe din secolul al XIX-lea ce face parte din Galeria de Artă a orașului Praga. În plus, una din camerele din interiorul palatului conține o decorație frumoasă în frescă.

## Istoric
Palatul a fost construit în anii 1679–1691 de către contele Václav Vojtěch de Šternberk ca reședință de vară a familiei sale și a locuit aici împreună cu soția sa, Klara și cu fiica sa. Autorii proiectului au fost Giovanni Domenico Orsi și, mai târziu, Jean-Baptiste Mathey, iar constructorul a fost Silvestro Carlone (vezi, de asemenea, secțiunea Arhitectură și decor).

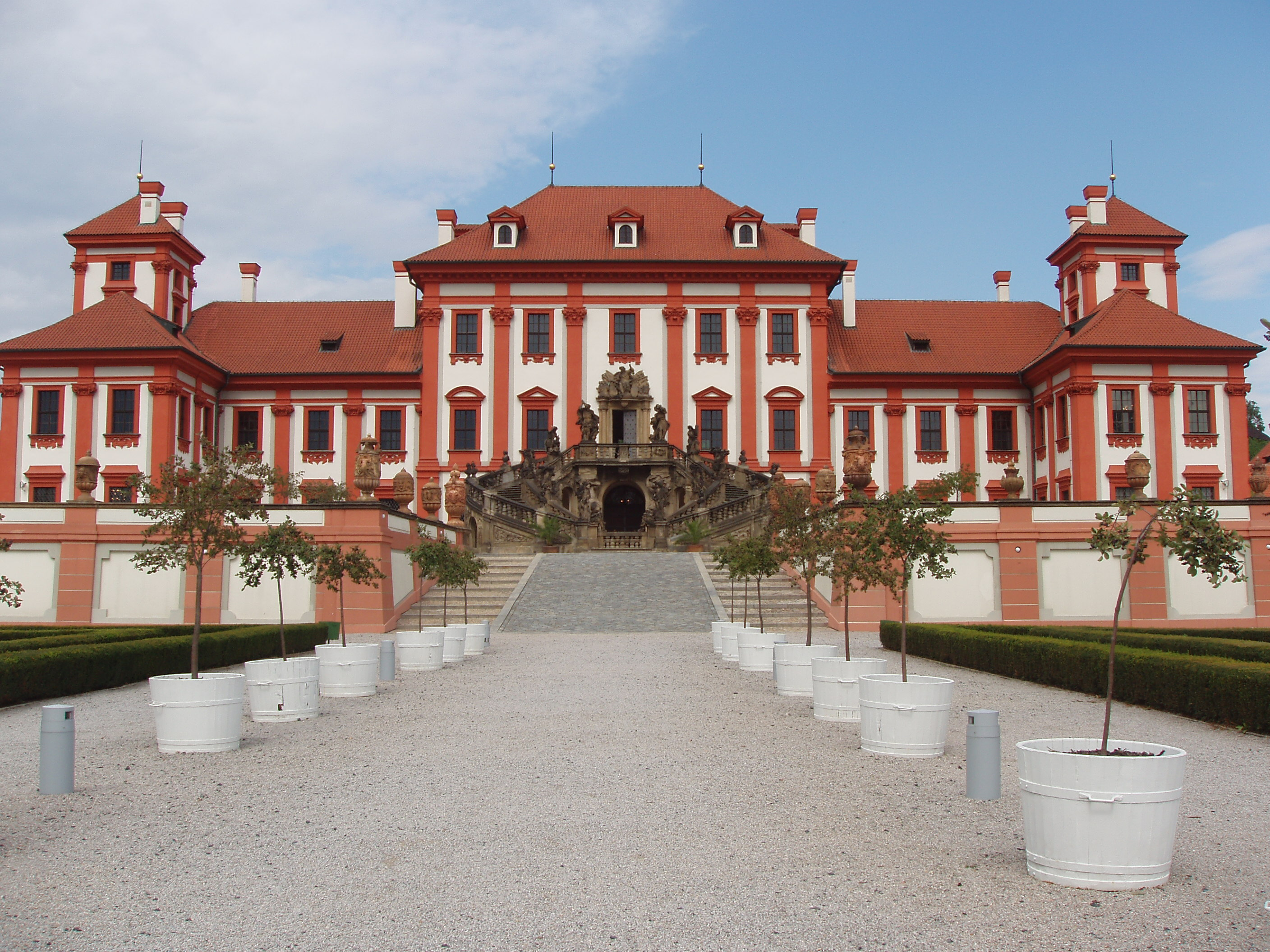
Fațada principală a palatului

În anul 1685 a fost amenajată grădina adiacentă, iar în anul 1697 a fost construită o terasă și dependințe, în imediata apropiere a palatului. Împărăteasa Maria Terezia a achiziționat palatul de la familia Šternberk în 1763 pentru a înființa aici un institut pentru femei nobile și a rămas de mai multe ori aici. În 1776 palatul a fost cumpărat de Jan Václav Alsterle de Astfeldu și Vydří, iar din anul 1832 a fost folosit de frații milostivi de la mănăstirea Alžbětinek. În 1842 castelul a fost cumpărat de către prințul Alfred de Windischgrätz care a amenajat via, iar în 1873 a fost vândut familiei Židlických.

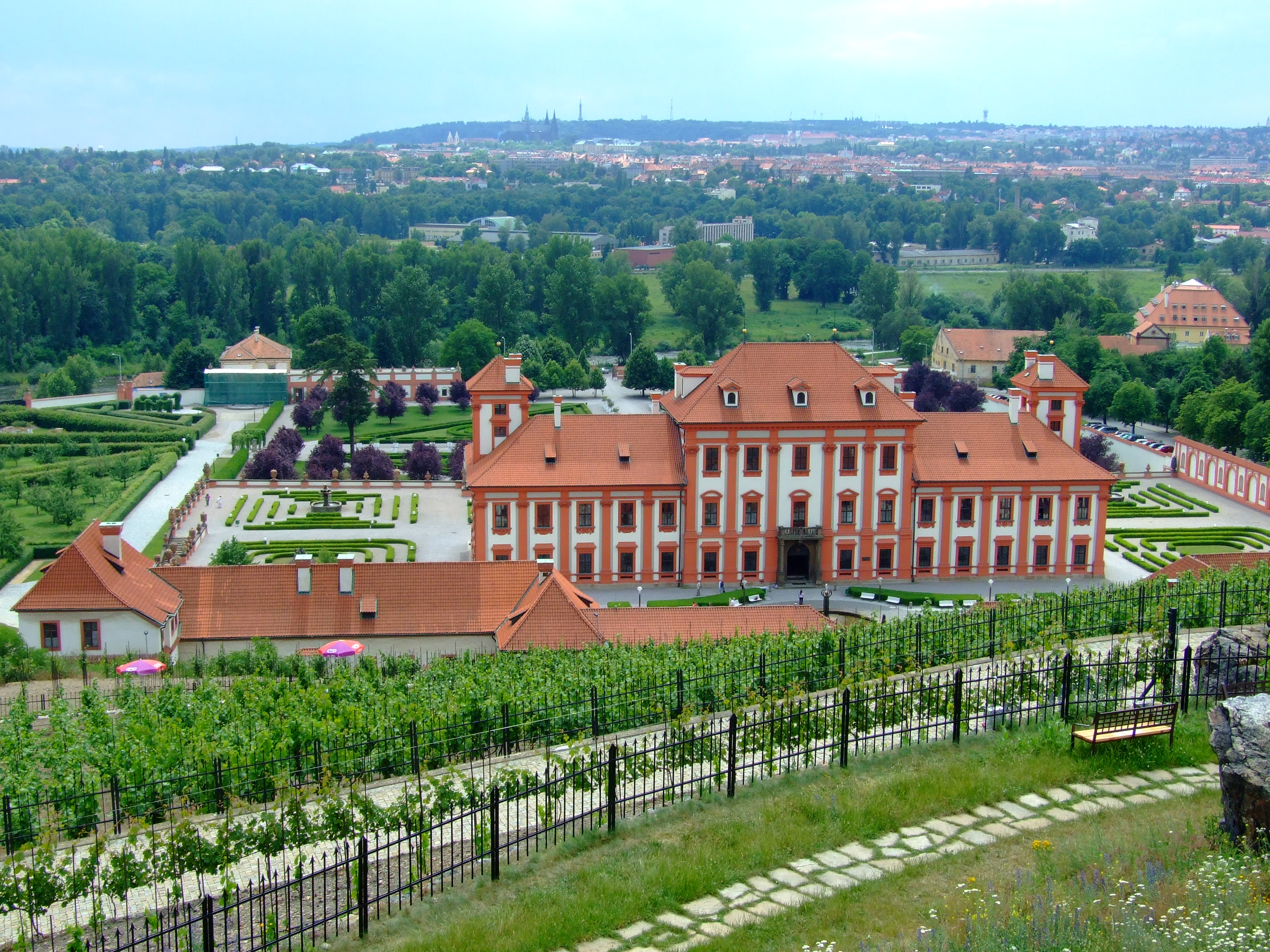
Vedere a castelului și a unei părți a grădinilor viei Sf. Clara, pe fundal insula Císařský și rezervația Stromovka, iar la orizont castelul Praga și dealul Petřín

După negocieri îndelungate și la puțină vreme după încorporarea localității Troja în orașul Praga, ultimul proprietar privat, moșierul Alois Svoboda, a donat statului cehoslovac la 7 octombrie 1922 suprafața mare de teren (de 82.0052 ha) din districtul Praga 7, inclusiv palatul, cu ocazia aniversării a 70 de ani de viață a lui Tomáš Garrigue Masaryk, fondatorul Republicii Cehoslovace, și a comemorării a 250 de ani de la moartea lui J.A. Comenius, cu condiția ca în acest palat să fie instalată o instituție socio-umanistă pentru educarea tinerilor cehoslovaci în spiritul principiilor lui Comenius. A fost avută în vedere, în principal, construirea unui complex de clădiri de mari dimensiuni care să fie folosite ca școli și internat de toate gradele, orfelinat etc. Consiliul de Miniștri a numit în anii 1923 și 1924 un consiliu de administrație care trebuia să decidă modul de alocare a terenurilor. O parte din acest teren a fost folosit pentru a amenaja grădina botanică și grădina zoologică a orașului Praga, deși a existat o opoziție puternică împotriva transferării terenului pentru o grădină zoologică, printre care cea a lui Stanislav Růžička. În decembrie 1926 Ministerul Educației a început discuții cu privire la utilizarea terenului cu Consiliul Local Praga, Ministerul Protecției Sociale și Ministerul Sănătății Publice, dar nici una dintre instituțiile contactate nu a oferit o propunere viabilă. Proiectele educaționale propuse de Stanislav Růžička și Eduard Štorch au fost respinse.
Palatul a trecut în anii 1977–1989 prin lucrări ample de reconstrucție. În timpul inundațiilor din 2002 a fost inundată pivnița și grădina adiacentă, iar în timpul marii inundații din anul 2013 a fost distrusă din nou partea de jos a grădinii.
Clădirea găzduiește în prezent o colecție de picturi ale unor maeștri cehi din secolul al XIX-lea: Josef Čermák, Václav Brožík, Julius Mařák, Antonin Chittussi, Jan Preisler, Mikoláš Aleš, colecție ce face parte din Galeria de Artă a orașului Praga.

### Pregătirea fuziunii
În 2008 existau propuneri vechi de mai mulți ani (potrivit purtătorului de cuvânt al PBZ vechi chiar de 10 ani) care aveau în vedere fuziunea Grădinii zoologice din Praga cu grădinile botanic adiacente. Consiliul Municipal Praga a discutat o astfel de propunere la 22 septembrie 2009. În viitor,  o astfel de entitate unită ar trebui să aibă în administrare și palatul Troja. Cu toate acestea, este posibil ca pentru toate cele trei obiective învecinate să fie achiziționat un bilet comun.

## Arhitectură și decorațiuni

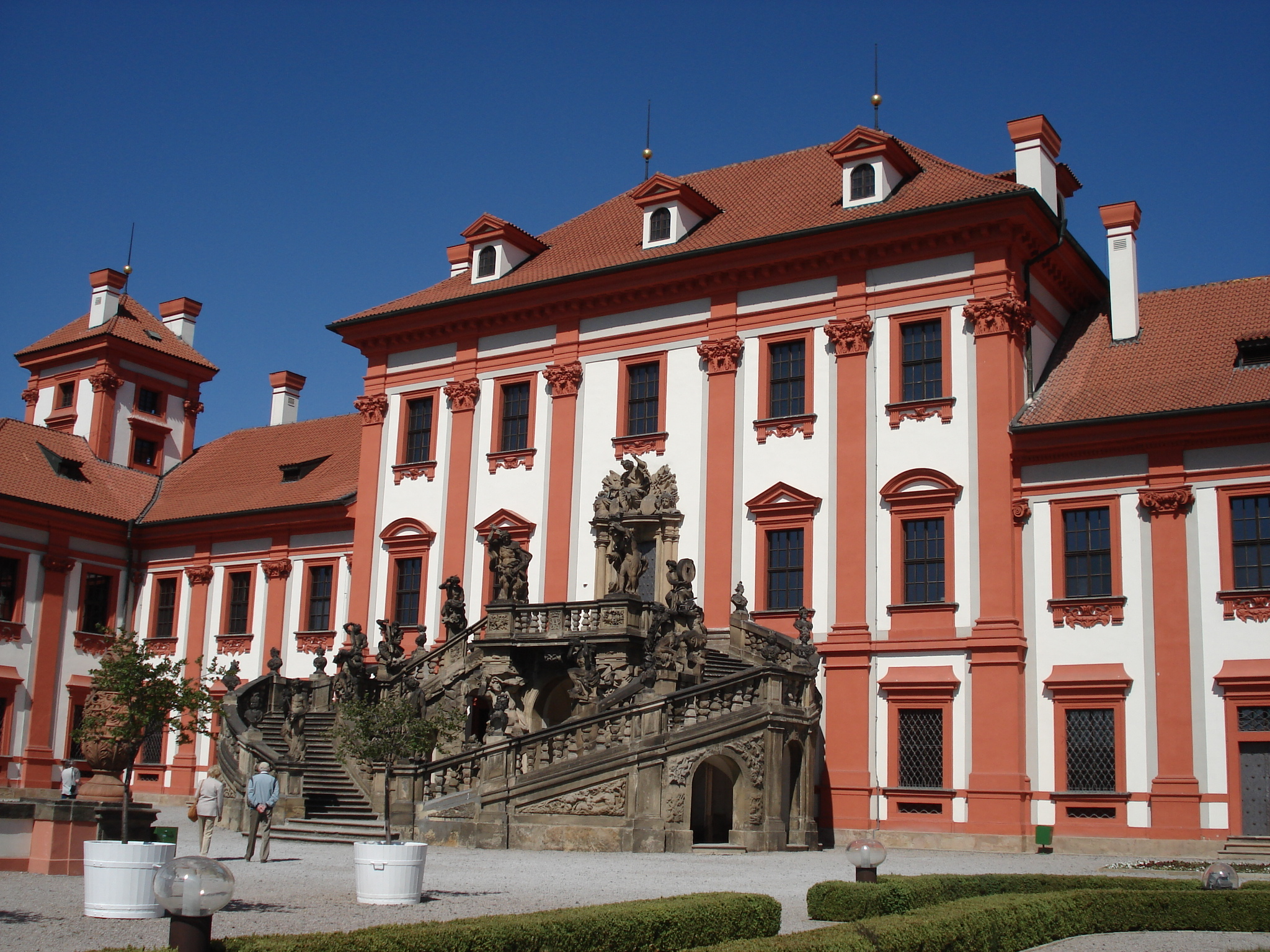
Scara barocă de pe fațada sudică

Palatul Troja îmbină influențe arhitectonice franceze și italiene. Construcția sa a fost începută de arhitectul italian Domenico Orsi, fiind continuată de arhitectul burgund Jean Baptiste Mathey (originar din Dijon) căruia i se datorează aspectul său actual. Mathey a fost inspirat la momentul elaborării proiectului de tipul de vilă suburbană romană, pe care-l admirase cu prilejul șederii sale în Italia, dar și de aspectul clasic al castelelor franceze (mai ales de pavilioanele create cu puțină vreme mai înainte de François Mansart la Castelul Maisons-Laffitte). El a construit de asemenea și palatul Buquoy din Praga, ce găzduiește în prezent Ambasada Franței. Elementele arhitectonice ale palatului Troja sunt pictate în culoarea roșie, în timp ce pereții sunt văruiți în alb.
Conceptul original a fost schimbat, iar clădirea are un hol central ce se întinde pe înălțimea a două etaje și domină întreaga suprafață a clădirii. Din hol pornesc două coridoare cu saloane adiacente. Scara exterioară dublă monumentală între grădini și palat, care duce către primul etaj, este decorată cu sculpturi realizate de Johann Georg și Paul Heermann din Dresda (după 1685). Decorațiunile sculpturale ale scării prezintă lupta titanilor cu zeii antici și alegorii ale zilelor, anotimpurilor și continentelor lumii. Scenele antice au influențat, probabil, numele de Troja, care a fost atribuit apoi întregii zone ce se numea inițial Zadní Ovenec.

Fresca Victoriile lui Leopold I, realizată de Abraham Godijn și de fratele său, Izaac.

Autorii decorațiunilor palatului au fost Carpoforo Tencalla, Francesco Marchetti și fiul său, Giovanni. Decorarea sălii principale a fost realizată de pictorii flamanzi Abraham și Izaac Godijn (cei doi frați erau originari din Anvers) în anii 1688-1692 cu multe elemente mitologice.  Tema frescei din sala principală este Victoria asupra turcilor la Viena și celebrarea dinastiei de Habsburg. Trei camere de la primul etaj al aripii de nord-est a palatului, printre care și așa-numita cameră chinezească, sunt decorate cu picturi murale cu motive orientale. Picturile sunt realizate de un artist necunoscut și, evident, provin din a doua jumătate a secolului al XVIII-lea.
Terasa este decorată cu o colecție rară de vaze confecționate de Bombelli, care a mai lucrat și la castelul Slavkov-Austerlitz din Slavkov u Brna (în apropiere de Brno). Axa centrală a grădinii seamănă cu spirele Catedralei Sf. Vitus din Cetatea Pragăi.